# Marc Perpenna (cònsol 130 aC)
Marc Perpenna (en llatí: Marcus Perpenna o Perperna) va ser un magistrat romà. Formava part de la gens Perpenna.
Va ser pretor l'any 135 aC i va dirigir la guerra contra els esclaus a Sicília i pels avantatges que va obtenir li van concedir una ovació quan va arribar a Roma.
Va ser cònsol el 130 aC i segons alguns autors el van elegir cònsol abans d'obtenir la ciutadania romana. Valeri Màxim diu que el seu pare, ja mort el fill, va ser condemnat sota la llei Papia per haver falsejat els seus drets de ciutadania. El seu col·lega al consolat era Gai Claudi Pulcre. Va ser enviat a Àsia per lluitar contra Aristònic de Pèrgam, que havia derrotat a un dels cònsols de l'any anterior, Publi Licini Cras. Perpenna aviat va acabar la guerra. Va derrotar a Aristònic en la primera batalla, i tot seguit va assetjar Estratonicea, on Aristònic havia fugit. La ciutat es va rendir per la fam i el pretendent va caure en mans del cònsol.
Perpenna no va poder celebrar el triomf que segurament li havien concedit, ja que va morir poc després a la vora de Pèrgam, abans de retornar a Roma l'any 129 aC. Aquest Perperna va ser qui va concedir el dret d'asil al temple de Diana a la ciutat de Hierocesarea a Lídia.